# دليل البحث والإنقاذ الدولي للطيران والبحري

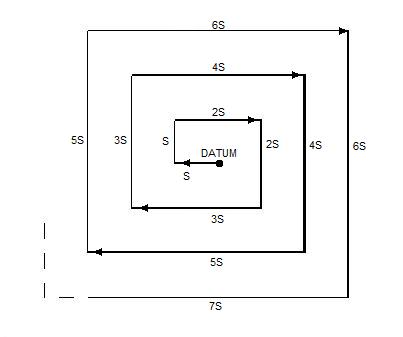
يصف هذا التصميم البحث المربع المتوسع ، وهو نمط بحث SAR يمكن استخدامه بواسطة سفينة واحدة

الدليل الدولي للبحث والإنقاذ في مجال الطيران والبحر (IAMSAR) هو دليل لتنظيم وتشغيل عمليات البحث والإنقاذ البحري والجوي.
تم نشر دليل IAMSAR بالاشتراك بين وكالتين من وكالات الأمم المتحدة :
- منظمة الطيران المدني الدولي (إيكاو)
- المنظمة البحرية الدولية (IMO)

يحتوي الدليل على مبادئ توجيهية لعمليات البحث والإنقاذ في مجالي الشحن والطيران. يهدف الدليل المشترك إلى ضمان فعالية التعاون بين المجالين و تمكين تنفيذ التعاون التشغيلي في عمليات الإنقاذ الفعلية بين وحدات التنظيم والإنقاذ المختلفة. من المهم ضمان التعاون السلس بين المجالين لأن العديد من حوادث السفن والطائرات تشمل كل من السفن والطائرات في عمليات البحث والإنقاذ.
يتكون دليل IAMSAR من ثلاثة مجلدات ، والتي تم نشرها كمجموعة كمجموعة ورقية قابلة للفصل. 
- المجلد الأول. التنظيم والإدارة
- المجلد الثاني. تنسيق المهمة
- المجلد الثالث. مرافق متنقلة

يتناول المجلد الأول ، "التنظيم والإدارة" ، معنى أنشطة البحث والإنقاذ الدولية والإقليمية والوطنية والتعاون الحكومي الدولي من أجل تحقيق عمل بحث وإنقاذ يعمل بشكل جيد وفعال من حيث التكلفة. هذا المجلد موجه في المقام الأول إلى الوكالات الحكومية ذات الصلة.
يقدم المجلد الثاني ، "تنسيق المهمة" ، مبادئ توجيهية لتخطيط وتنفيذ عمليات وتمارين الإنقاذ. يجب حمل المجلد الثاني على متن وحدات الإنقاذ وجميع الطائرات والسفن الأخرى التي لديها القدرة ، وفي بعض الحالات ، الالتزام ، للمشاركة في أعمال البحث والإنقاذ. المجموعات المستهدفة هي منظمات الإنقاذ ومراكز الإنقاذ الوطنية ( JRCC ، MRCC و ARCC ).
يجب حمل المجلد الثالث ، "المرافق المتنقلة" ، على متن الطائرة بواسطة جميع المركبات التي يمكنها القيام بمهام البحث أو الإنقاذ. وهذا يشمل جميع السفن التجارية ، حيث يجب أن تكون قادرة في حالات الطوارئ على تنفيذ عمليات البحث والإنقاذ والتنسيق كقائد في الموقع.  يصف المجلد الثالث بالتفصيل طريقة الاتصال والتنظيم والبحث في الموقع. كما أنه يحتوي على إرشادات لجوانب معدل الامتصاص النوعي فيما يتعلق بإخلاء مركبتك في حالات الطوارئ.
تشمل الإضافات المستقبلية التي يتم النظر فيها تقنيات محسّنة (MOB) ، بما في ذلك برنامج تشغيل SAR للطائرات بدون طيار ECDIS و SAR. 

## التبني
تمت كتابة ملحق البحث والإنقاذ الوطني للولايات المتحدة كمكمل لـ IAMSAR ، ويشكلان معًا خطة البحث والإنقاذ الوطنية الأمريكية.  ينشر خفر سواحل الولايات المتحدة أيضًا ملحقًا للملحق  والذي تمت الإشارة إليه عدة مرات في دليل الهاتف الراديوي لخفر السواحل الأمريكي. 

## الاستخدام أثناء عمليات البحث والإنقاذ الرئيسية
أدى اختفاء MH370 للخطوط الجوية الماليزية إلى قيام منظمة الطيران المدني الدولي باقتراح تغييرات على كيفية إجراء العمليات الجوية للبحث والإنقاذ والاستعداد لها ، بما في ذلك النقل الإلزامي لمسجلات الطيران القابلة للنشر تلقائيًا. التغييرات المحتملة قيد النظر لطبعة 2019. 

وفقًا لمصدر واحد على الأقل ،
في الواقع ، لاحظت منظمة الطيران المدني الدولي على مدى عقود أنه "في العديد من مناطق العالم ، تتمثل الطريقة الأسرع والأكثر فعالية وعملية لتحقيق خدمة البحث والإنقاذ العالمية في تطوير أنظمة إقليمية" (من دليلها الدولي للطيران والبحث البحري (IAMSAR)) . لقد أيدت الدول ذات السيادة هذا المفهوم شفهياً ، لكن المخاوف بشأن السيادة والقومية والسياسة أعاقت الطريق.